# Germandrée à feuilles de romarin
 (mai 2025).
Teucrium creticum
Espèce
La germandrée à feuilles de romarin, Teucrium creticum, est une espèce de plantes à fleurs de la famille des Lamiaceae.

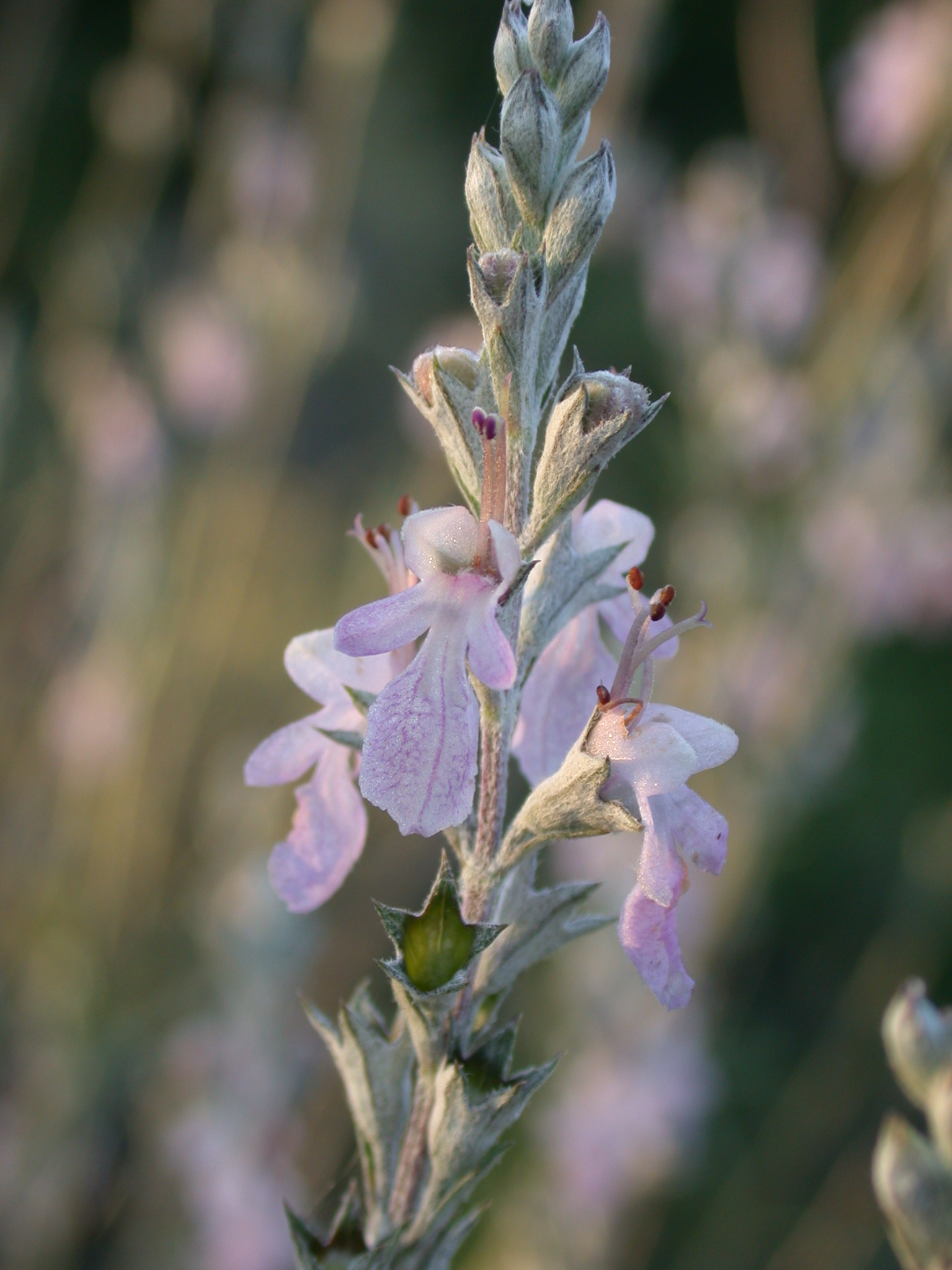
Détail d'une inflorescence de germandrée à feuilles de romarin.

## Répartition géographique
Cette germandrée est présente en Asie de l'ouest comme à Chypre, en Israël, au Liban, en Syrie et en Turquie. Elle a aussi été signalée plus à l'ouest comme sur l'île de Lampedusa.

## Systématique
Cette espèce fut décrite en 1753 par Carl von Linné dans son ouvrage "Species Plantarum". En 1837, Constantine Samuel Rafinesque-Schmaltz proposa l'appellation Chamaedrys cretica, mais elle n'a pas été retenue.